# Michael Lotz
Michael Lotz (* 30. Juni 1967 in Dillenburg) ist ein deutscher Politiker (CDU) und seit 2002 Bürgermeister von Dillenburg.

## Ausbildung und Beruf
Lotz wuchs in Dillenburg auf. Er besuchte von 1973 bis 1977 die Grundschule Rotebergschule, von 1977 bis 1983 das Wilhelm-von-Oranien-Gymnasium und von 1983 bis 1986 das Wirtschaftsgymnasium, wo er sein Abitur machte. Nach Absolvierung seines Wehrdienstes studierte er von April 1987 bis April 1994 Rechtswissenschaften an der Justus-Liebig-Universität in Gießen.
Lotz war von 1996 bis 1998 als Rechtsreferendar in einer Anwaltskanzlei tätig, wurde 1998 Assessor und arbeitete danach von 1998 bis 2002 als selbstständiger Rechtsanwalt in einer Anwaltskanzlei in Herborn.
Lotz ist seit 1996 verheiratet. Aus der Ehe gingen drei Kinder, zwei Söhne und eine Tochter, hervor.

## Politik
In den 1980er Jahren trat Lotz in die Junge Union ein. Später wurde er Mitglied der CDU. Seit April 2002 ist er Bürgermeister von Dillenburg.
Weitere Posten, die er während seiner politischen Karriere bekleidete, umfassen unter anderem den des stellvertretenden Vorsitzenden des Bezirksvorstandes der Jungen Union Mittelhessen sowie verschiedene Funktionen im Ortsverband und Stadtverband der CDU in Dillenburg.